# الدوري الفنلندي الممتاز 2017
الدوري الفنلندي الممتاز 2017 (بالفنلندية: Veikkausliigan kausi 2017)‏ هو موسم من الدوري الفنلندي الممتاز. أقيم بتاريخ 2017، وفاز فيه نادي هلسنكي.